# Subsecretaría de Educación de Chile
La Subsecretaría de Educación de Chile (Subeduc), es la subsecretaría de Estado dependiente del Ministerio de Educación (Mineduc) y a la cual le corresponde, en general, la administración interna del ministerio y la coordinación de los órganos y servicios públicos del sector, y el cumplimiento de las demás funciones que en materias de su competencia le encomiende la ley y el ministro del ramo. El subsecretario es el colaborador inmediato del ministro de Educación y tiene a su cargo la coordinación y el control interno de las unidades integrantes de la Subsecretaría y actúa como ministro de fe del ministerio homónimo. Desde el 10 de marzo de 2023 la subsecretaria es Alejandra Arratia Martínez, actuando bajo el gobierno de Gabriel Boric.
Durante el segundo gobierno de Michelle Bachelet, en 2015, la Ley 20.835 creó la Subsecretaría de Educación Parvularia, por lo que las funciones de gestión y supervisión referentes a ese nivel de educación pasaron a dicha subsecretaría.

## Subsecretarios

### Subsecretarios de Educación Pública
| Subsecretario/a              | Partido                 | Partido | Inicio                   | Final                     | Presidente                 | Presidente               |
| ---------------------------- | ----------------------- | ------- | ------------------------ | ------------------------- | -------------------------- | ------------------------ |
| Enrique Bahamonde Ruiz       |                         | Ind.    | 17 de noviembre de 1927  | 1928                      |                            | Carlos Ibáñez del Campo  |
| ¿?                           | 1928                    | Ind.    | 1929                     |                           |                            | Carlos Ibáñez del Campo  |
| Carlos Monreal Bello         | 1929                    | Ind.    | 7 de agosto de 1930      |                           |                            | Carlos Ibáñez del Campo  |
| Aristóteles Berlendis Sturla |                         | PR      | 7 de agosto de 1930      | 26 de julio de 1931       |                            | Carlos Ibáñez del Campo  |
| Fernando Maira Castellón     | 4 de diciembre de 1931  | PR      | 4 de junio de 1932       |                           | Juan Esteban Montero       |                          |
| ¿?                           |                         | ¿?      | 24 de diciembre de 1932  | 1933                      |                            | Arturo Alessandri Palma  |
| Enrique Bahamonde Ruiz       |                         | Ind.    | 1933                     | 24 de diciembre de 1938   |                            | Arturo Alessandri Palma  |
| Enrique Bahamonde Ruiz       | 24 de diciembre de 1938 | Ind.    | 1939                     |                           | Pedro Aguirre Cerda        |                          |
| César Bunster Calderón       |                         | PR      | 1939                     | 25 de noviembre de 1941   | Pedro Aguirre Cerda        |                          |
| César Bunster Calderón       | 25 de noviembre de 1941 | PR      | 2 de abril de 1942       | Jerónimo Méndez Arancibia |                            |                          |
| César Bunster Calderón       | 2 de abril de 1942      | PR      | 27 de junio de 1946      | Juan Antonio Ríos         |                            |                          |
| Julio Arriagada Augier       | 3 de noviembre de 1946  | PR      | 3 de noviembre de 1952   | Gabriel González Videla   |                            |                          |
| Ginebra Burotto Colllantes   |                         | Ind.    | 3 de noviembre de 1952   | 1955                      |                            | Carlos Ibáñez del Campo  |
| ¿?                           | 1955                    | Ind.    | 1958                     |                           |                            | Carlos Ibáñez del Campo  |
| Enrique Bahamonde Ruiz       |                         | Ind.    | 3 de noviembre de 1958   | 1960                      | Jorge Alessandri Rodríguez |                          |
| Emilio Pfeffer Pizarro       |                         | ¿?      | 1960                     | 1962                      | Jorge Alessandri Rodríguez |                          |
| Pedro Montero Fehrman        |                         | PR      | 1962                     | 1963                      | Jorge Alessandri Rodríguez |                          |
| Horacio Oñate García         |                         | ¿?      | 1963                     | 3 de noviembre de 1964    | Jorge Alessandri Rodríguez |                          |
| Patricio Rojas Saavedra      |                         | PDC     | 3 de noviembre de 1964   | 1967                      |                            | Eduardo Frei Montalva    |
| Mario Leyton Soto            |                         | Ind.    | 1968                     | 1969                      |                            | Eduardo Frei Montalva    |
| Ernesto Livacic Gazzano      |                         | Ind.    | 1969                     | 3 de noviembre de 1970    |                            | Eduardo Frei Montalva    |
| Waldo Suárez Zambont         |                         | Ind.    | 3 de noviembre de 1970   | 11 de septiembre de 1973  |                            | Salvador Allende Gossens |
| René del Villar Lazzerini    |                         | Ind.    | 12 de septiembre de 1973 | 1974                      |                            | Augusto Pinochet Ugarte  |
| Miguel Retamal Salas         |                         | Ind.    | 1974                     | 1 de abril de 1976        |                            | Augusto Pinochet Ugarte  |
| Alfredo Prieto Bafalluy      |                         | Ind.    | 1 de abril de 1976       | 14 de diciembre de 1979   |                            | Augusto Pinochet Ugarte  |
| Olga Silvia Peña Morales     |                         | Ind.    | 14 de diciembre de 1979  | 5 de enero de 1981        |                            | Augusto Pinochet Ugarte  |
| Manuel José Errázuriz Rozas  |                         | Ind.    | 5 de enero de 1981       | 8 de septiembre de 1982   |                            | Augusto Pinochet Ugarte  |
| Juan Enrique Fröemel Andrade |                         | Militar | 8 de septiembre de 1982  | 1983                      |                            | Augusto Pinochet Ugarte  |
| René Salamé Martin           |                         | Ind.    | 1983                     | 1988                      |                            | Augusto Pinochet Ugarte  |
| Paulina Dittborn Cordua      |                         | Ind.    | abril de 1988            | diciembre de 1989         |                            | Augusto Pinochet Ugarte  |
| María Sixtina Barriga Guzmán |                         | Ind.    | mayo de 1989             | 11 de marzo de 1990       |                            | Augusto Pinochet Ugarte  |

### Subsecretarios de Educación
| Subsecretario/a             | Partido                 | Partido | Inicio                   | Final                    | Presidente | Presidente                 |
| --------------------------- | ----------------------- | ------- | ------------------------ | ------------------------ | ---------- | -------------------------- |
| Raúl Allard Neumann         |                         | PDC     | 11 de marzo de 1990      | 1993                     |            | Patricio Aylwin Azócar     |
| Julio Valladares Muñoz      |                         | PDC     | 1993                     | 11 de marzo de 1994      |            | Patricio Aylwin Azócar     |
| Gonzalo Undurraga Mackenna  |                         | PDC     | 11 de marzo de 1994      | 20 de septiembre de 1994 |            | Eduardo Frei Ruiz-Tagle    |
| Jaime Pérez de Arce Araya   |                         | PS      | 21 de septiembre de 1994 | 11 de marzo de 2000      |            | Eduardo Frei Ruiz-Tagle    |
| José Weinstein Cayuela      |                         | PPD     | 11 de marzo de 2000      | 5 de marzo de 2003       |            | Ricardo Lagos Escobar      |
| Marigen Hornkohl Venegas    |                         | PDC     | 10 de marzo de 2003      | abril de 2005            |            | Ricardo Lagos Escobar      |
| Pedro Montt Leiva           |                         | PDC     | 2005                     | 11 de marzo de 2006      |            | Ricardo Lagos Escobar      |
| Pilar Romaguera Gracia      |                         | Ind.-PS | 11 de marzo de 2006      | 14 de enero de 2008      |            | Michelle Bachelet Jeria    |
| Cristián Martínez Ahumada   |                         | PS      | 14 de enero de 2008      | 11 de marzo de 2010      |            | Michelle Bachelet Jeria    |
| Fernando Rojas Ochagavía    |                         | UDI     | 11 de marzo de 2010      | 11 de marzo de 2014      |            | Sebastián Piñera Echenique |
| Valentina Quiroga Canahuate |                         | Ind.    | 11 de marzo de 2014      | 11 de marzo de 2018      |            | Michelle Bachelet Jeria    |
| Raúl Figueroa Salas         |                         | Ind.    | 11 de marzo de 2018      | 28 de febrero de 2020    |            | Sebastián Piñera Echenique |
| Jorge Poblete Aedo          |                         | Ind.    | 9 de marzo de 2020       | 11 de marzo de 2022      |            | Sebastián Piñera Echenique |
| Nicolás Cataldo Astorga     |                         | PCCh    | 11 de marzo de 2022      | 8 de septiembre de 2022  |            | Gabriel Boric Font         |
| Gabriel Bosque Toro         | 8 de septiembre de 2022 | PCCh    | 10 de marzo de 2023      |                          |            | Gabriel Boric Font         |
| Alejandra Arratia Martínez  |                         | Ind.    | 10 de marzo de 2023      | En el cargo              |            | Gabriel Boric Font         |